# Akihito Tsukushi
Shigeya Suzuki (鈴木茂也, Suzuki Shigeya, nacido el 5 de mayo de 1979), más conocido bajo su seudónimo Akihito Tsukushi (つくしあきひと, Tsukushi Akihito ) es un ilustrador, mangaka y diseñador japonés de Sagamihara, Kanagawa. Suzuki también se conoce con el nombre de Ichimi Tokusa (とくさ一味, Tokusa Ichimi ).

## Visión general
Tsukushi proviene de la prefectura de Kanagawa, asistió a la escuela secundaria Tachibana Gakuen antes de graduarse de la Academia de Diseño de Tokio en ilustración. Trabajó en Konami de 2000 a 2010 antes de convertirse en ilustrador independiente. Durante su tiempo en Konami, trabajó principalmente en animación y diseño de la interfaz de títulos como Elebits, y el diseño de personajes para el juego de Nintendo DS Elebits: The Adventures of Kai and Zero y el anime Otogi-Jūshi Akazukin.
Después de dejar Konami, Tsukushi comenzó a dibujar manga, debutando en 2011 en el dōjinshi Star Strings Yori (ス タ ー ス ト リ ン グ ス よ り). En 2012, Takeshobo comenzó a serializar su manga Made in Abyss (メイドインアビス) en su sitio web Web Comic Gamma . Más tarde recibiría una adaptación al anime en 2017.
Su obra se caracteriza por descripciones detalladas y dibujos narrativos. Cita a Norman Rockwell como una persona a la que admira.

## Trabajos

### Manga
- Made in Abyss (メイドインアビス) (Publicado por Takeshobo, 11 volúmenes, 2012 - presente)
- De Star Strings (スターストリングスより) (Publicado por Takeshobo, 1 volumen, 2017)

### animado
- Otogi-Jūshi Akazukin (おとぎ銃士 赤ずきん) (Diseño de personajes) (se acredita como Ichimi Tokusa en la OVA)
- The Lost Village (迷家-マヨイガ-) (diseño de la aldea de Nanaki)

### Videojuegos
- Elebits y Elebits: Las aventuras de Kai y Zero (Bellas artes, diseño de personajes)
- The Sword of Etheria (OZ -オズ-) (Diseño de monstruos, animación de personajes) (se acredita como Shigeya Suzuki)
- Suikoden III
- amorplus
- La aventura de Dewy (水精デューイの大冒険! ! ) (Diseño de personaje)
- Made in Abyss: Binary Star Falling into Darkness (supervisor de la historia original)[8]